# 图舍蒂
42°30′N 45°30′E / 42.500°N 45.500°E
图舍蒂是喬治亞的一個歷史地區，位於喬治亞東北部。图舍蒂位於大高加索山脈北坡，大多數居民都是牧羊民，也因此這裡出產的起司和羊毛享譽盛名。图舍蒂是高加索地區環境污染最少的地區，吸引了許多遊客觀光，部分地區被劃為國家公園保護。